# Volodymyr Lyutyi
Volodymyr Ivanovych Lyutyi (Dnipró, República Socialista Soviética de Ucrania, Unión Soviética, 20 de abril de 1962) es un exfutbolista y entrenador ucraniano de fútbol que actualmente dirige al Rostocker FC de la Oberliga de Alemania.

## Carrera profesional
Después de jugar para el club soviético FC Dnipro Dnipropetrovsk pasó 10 años jugando en Alemania para los clubes Schalke 04, MSV Duisburg, VfL Bochum y SpVgg Unterhaching y el club turco Bursaspor.
Disputó seis partidos con la URSS y la CEI durante los años 1990-1992. Jugó en la Copa Mundial de Fútbol de 1990 además del Eurocopa 1992. También ganó una medalla de oro en los Juegos Olímpicos de 1988.

## Clubes

### Como futbolista
| Club          | País            | Año         |
| ------------- | --------------- | ----------- |
| Dnipro        | Unión Soviética | 1989 - 1990 |
| FC Schalke 04 | Alemania        | 1991        |
| MSV Duisburg  | Alemania        | 1992        |
| Bursaspor     | Turquía         | 1992        |
| VfL Bochum    | Alemania        | 1993        |
| Unterhaching  | Alemania        | 1994 - 1995 |
| FSV Salmrohr  | Alemania        | 1996        |
| Dnipro        | Ucrania         | 1996        |
| SV Wittlich   | Alemania        | 1997        |

### Como segundo entrenador
| Club            | País     | Año         | Asistente de      |
| --------------- | -------- | ----------- | ----------------- |
| Lokomotiv Moscú | Rusia    | 2006 - 2007 | Anatoli Byshovets |
| Rostov          | Rusia    | 2009 - 2011 | Oleg Protasov     |
| Rostocker FC    | Alemania | 2020        | Jens Dowe         |

### Como entrenador principal
| Club              | País     | Año         |
| ----------------- | -------- | ----------- |
| BW Brühl          | Alemania | 2003 - 2004 |
| FV Bad Honnef     | Alemania | 2009 - 2010 |
| Rostov (interino) | Rusia    | 2011        |
| Nistru Otaci      | Moldavia | 2013        |
| Rapid G           | Rumania  | 2013        |
| FC Saxan          | Moldavia | 2013 - 2015 |
| FC Zugdidi        | Malta    | 2016        |
| TSV Oldenburg     | Alemania | 2018        |
| H. Rostock Juv.   | Alemania | 2018 - 2020 |
| H. Rostock U19    | Alemania | 2018 - 2020 |
| Rostocker FC      | Alemania | 2020 - 2021 |

## Palmarés

### Campeonatos nacionales
- Campeón de la Primera División de la Unión Soviética : 1983, 1988
- Subcampeón de la Liga Superior soviética: 1987
- Bronce de la Liga Superior soviética: 1984, 1985
- Campeón de la Copa Soviética : 1989
- Ganador de la Copa de la Federación de la URSS : 1986, 1989
- Ganador de la Supercopa de la URSS : 1989